# Пригон (Дедовичский район)
Пригон — деревня в Дедовичском районе Псковской области России. Входит в состав Вязьевской волости.
Расположена на юге района, в 10 км к югу от районного центра Дедовичи.

## Население
| 2001 | 2002 | 2010 |
| ---- | ---- | ---- |
| 42   | ↘36  | ↘13  |

Численность населения деревни по оценке на начало 2001 года составляла  42 жителя.

## История
До апреля 2015 года деревня входила в состав ныне упразднённой Сосонской волости.